# Anne Kakela
Anne Summertime Kakela (Steamboat Springs, 22 de junio de 1970) es una deportista estadounidense que compitió en remo. Su esposo, Fredric Honebein, compitió en el mismo deporte.
Ganó cinco medallas en el Campeonato Mundial de Remo entre los años 1993 y 1995. Participó en los Juegos Olímpicos de Atlanta 1996, ocupando el cuarto lugar en la prueba de ocho con timonel.

## Palmarés internacional
| Campeonato Mundial | Campeonato Mundial            | Campeonato Mundial | Campeonato Mundial |
| Año                | Lugar                         | Medalla            | Prueba             |
| ------------------ | ----------------------------- | ------------------ | ------------------ |
| 1993               | Račice (República Checa)      | Medalla de plata   | Cuatro sin timonel |
| 1993               | Račice (República Checa)      | Medalla de plata   | Ocho con timonel   |
| 1994               | Indianápolis (Estados Unidos) | Medalla de plata   | Cuatro sin timonel |
| 1994               | Indianápolis (Estados Unidos) | Medalla de plata   | Ocho con timonel   |
| 1995               | Tampere (Finlandia)           | Medalla de oro     | Ocho con timonel   |